# 동시적 게임
게임 이론에서 동시적 게임은 각 플레이어가 다른 플레이어가 선택한 행동에 대한 사전 지식없이 자신의 행동을 선택하는 게임이다. 동시적 게임은 순차적 게임과는 대조를 이룬다. 순차적 게임은 플레이어가 순서대로 행동한다. 일반형 게임은 보통 동시적 게임에 사용된다.
널리 사용되는 손으로 하는 게임인 가위바위보는 동시적 게임의 한 예이다. 두 명은 상대방의 결정에 대해 알지 못하면서 결정을 내리고 동시에 자신의 손을 드러낸다. 이 게임에는 보통 두 명이서 하며 각 사람은 결정을 내리는 세 가지 전략을 가지고 있다. 나올 수 있는 게임 결과는 3 x 3 테이블을 형성한다. 플레이어 1의 행동을 행으로, 플레이어 2의 전략을 열로 표시한다. 표에서 빨간색 숫자는 플레이어 1의 이득을 나타내고 파란색 숫자는 플레이어 2의 이득을 나타낸다. 따라서 가위바위보로 2명이 게임을 실행하면 다음과 같이 나온다.
| 플레이어 2플레이어 1 | 바위 | 보  | 가위 |
| -------------------- | ---- | --- | ---- |
| 바위                 | 0    | 1-1 | -11  |
| 보                   | -11  | 0   | 1-1  |
| 가위                 | 1-1  | -11 | 0    |

죄수의 딜레마도 동시적 게임의 한 예이다. 또, 여러 학생들이 같은 시험 문제를 푸는 것도 동시적 게임의 한 예라고 할 수 있다. 이 게임의 종류에 속하는 체스의 일부에는 동기식 체스 (Synchronous chess)와 패리티 체스 (Parity chess)가 있다.

## 믿음의 역할
동시적 게임에서 각 플레이어는 다른 플레이어가 할 선택에 관한 정확한 정보는 모르지만, 모두가 모두의 가장 최적의 선택을 알고 있고 다른 사람들이 최적의 선택을 안다는 사실 또한 알고 있다. 그래서 각 플레이어는 자신의 선택을 할 때 다른 사람의 최적의 선택까지 동시에 고려해야 한다.
플레이어들이 동시에 선택한다는 것은 각 플레이어들은 서로의 선택에 대해 알 수 없다는 것이고 그것은 그 상황에서 가장 최적의 선택을 할 수 밖에 없다는 것을 의미한다. 따라서 각 플레이어들은 다른 플레이어들의 모든 선택을 고려하고 그 과정에서 상대가 자신에게 최선의 선택(이는 주관적 선택이 될 수도 있다.)을 할 것이라는 것을 믿게 된다. 이런 믿음이 형성된 후에는 각 플레이어는 상대가 최선의 선택을 한다는 가정에서 자신이 최대의 기댓값을 갖는 선택을 하게 된다. 이는 상대에게도 똑같이 적용된다.

## 같이 보기
- 순차적 게임
- 동시 행동 선택
- 비동시성 게임